# Municipio de San Agustín Tlacotepec
El municipio de San Agustín Tlacotepec es uno de los 570 municipios que conforman al estado mexicano de Oaxaca. Pertenece al distrito de Tlaxiaco, dentro de la región mixteca. Su cabecera es la localidad de San Agustín Tlacotepec.

## Geografía
El municipio abarca 48.00 km² y se encuentra a una altitud promedio de 2000 m s. n. m., oscilando entre 2700 y 1600 m s. n. m.

## Demografía
De acuerdo al último censo, realizado por el INEGI en 2010, en el municipio habitan 17.30 personas, repartidas entre 10 localidades.

## Tradiciones
Este municipio es un lugar lleno de tradición y festividades, un ejemplo claro es la participación de los Doce Pares de Francia o Danza de Moros y Cristianos durante la fiesta patronal los días 26, 27, 28 y 29 de agosto.